# Robert Bauer (artista)
Robert Bauer (nacido en 1942) es un pintor estadounidense que crea imágenes de personas, paisajes, patios traseros y jardines, las cuales les ha valido varios reconocimientos. Su arte ha sido exhibido en múltiples exposiciones.

## Vida personal
Bauer nació en Iowa en 1942 y pasó su infancia en una granja cerca de Williamsburg, Iowa, Estados Unidos. A pesar de que disfrutaba dibujar cuando era niño y asistía a clases de arte en la escuela secundaria, Bauer no se dio cuenta hasta años después de que podía vivir de la pintura. Se convirtió en infante de marina después de graduarse de la escuela secundaria y hacía dibujos cuando no estaba de servicio. Bauer visitó museos de arte y leyó sobre la historia del arte en su tiempo libre. En 1965, Bauer se inscribió en la Academia de Bellas Artes de Pensilvania para trabajar en arte que involucraba modelos de estudio en vivo. Bauer y su esposa Bárbara tienen dos hijos.

## Carrera profesional
Poco después de que Bauer terminara su formación artística en 1967, las Galerías Kenmore de Filadelfia colocaron su arte en una muestra titulada Four Young Realists. Se mudó a Iowa en el mismo año para pintar, y la mayor parte de su arte a finales de la década de 1960 y principios de la de 1970 fueron pinturas de figuras que eran una mezcla de funk art vanguardista del siglo XX y realismo holandés del siglo XVII. En 1972, Bauer completó cuatro pinturas y tres de ellas se vendieron a la Galería de Arte Municipal de Davenport, un banco y un museo de Maryland. Completó de 35 a 40 pinturas en 1973. Bauer fue a las escuelas para mostrar su proceso de pintura y responder preguntas en la década de 1970. Después de ese período, las pinturas de Bauer representaron a las personas como modelos en escenarios y paisajes naturales. Comenzó a pintar patios traseros y jardines en 1980 y esas pinturas le han dado a Bauer gran parte de su reconocimiento. Trabaja con pintura acrílica y acuarela.

## Exposiciones
En 1974, su pintura «Iowa County» ganó un premio en la Galería de Arte Municipal de Davenport en Davenport, Iowa. Su trabajo se ha mostrado en más de 50 exhibiciones, incluidas la Galería Allan Stone en la ciudad de Nueva York, la Galería Thomas Segal en Boston, las Galerías Olson-Larsen en Des Moines, Iowa, el Museo de Arte de Cedar Rapids en Cedar Rapids, Iowa, el Museo de Arte Moderno de San Francisco, la Galería Fórum en la ciudad de Nueva York, entre otros. Bauer recibió dos subvenciones del Consejo Cultural de Massachusetts y dos subvenciones de la Fundación Pollock-Krasner. Fue finalista del concurso de retratos Outwin Boochever de la Smithsonian National Portrait Gallery en 2006.